# Maksim Mirónov
Maksim Mirónov (Tula, 30 de septiembre de 1981) es un tenor ruso, reconocido por sus interpretaciones del repertorio belcantista.  Comenzó sus estudios en la Escuela Estatal de Música Gnessin de Moscú bajo la dirección del Profesor D. Vdovin. En 2001 se unió al Teatro de Ópera Helikon de Moscú, donde hizo su debut operístico con la obra Pierre le Grand de André Grétry. La proyección internacional de su carrera se inició en 2003 tras triunfar en la competición de canto Neue Stimmen en Alemania.

## Trayectoria
En Europa, Mirónov ha actuado en numerosos teatros de ópera, incluyendo el Teatro La Fenice de Venecia, Teatro de La Scala de Milán, Teatro Real de Madrid, Teatro de los Campos Elíseos y Ópera Garnier de París, Ópera Estatal de Viena, Teatro Real de la Moneda de Bruselas, Staatsoper Unter den Linden de Berín, Semperoper de Dresde, Ópera de Las Palmas, Vlaamse Opera de Antwerp, Théatre de Luxemburgo, Teatro Massimo de Palermo, Teatro Petruzzelli de Bari, el Teatro de San Carlos de Nápoles y el Gran Teatre del Liceu de Barcelona.
Ha cantado en numerosos festivales de verano, incluyendo el Festival de Glyndebourne, Rossini Opera Festival de Pésaro, "Rossini in Wildbad Festival", el Festival de Stresa y el Festival de Aix-en-Provence.
Mirónov debutó en los EE. UU. en 2011, en la Ópera de Los Ángeles, California. También ha actuado en la Ópera Nacional de Washington.
Ha colaborado con directores tales como Alberto Zedda, Donato Renzetti, Bruno Campanella, Evelino Pidò, Vladímir Yúrovski, Michele Mariotti, Claudio Scimone, Jesús López-Cobos, Giuliano Carella, Gianandrea Noseda o Riccardo Frizza.
La lista de directores de escena para los que ha trabajado incluyen a Pier Luigi Pizzi, Dario Fo, Toni Servillo, G. Del Mónaco, Daniele Abbado, Irina Riachuelo, Peter Hall, T. Fisher Y S. Vizioli.

## Discografía
Maksim Mirónov tiene numerosos registros en CD y DVD para Dynamic, Bongiovanni, Bel Air Classic, Naxos Record y Opus Arte.
- La Cenicienta, Rossini, (2011, DVD) en el papel de Don Ramiro.

Con José Maria Lo Mónaco, Maksim Mirónov, Paolo Bordogna, Roberto de Candia Nicola Ulivieri, director Evelino Pidò;  Dynamic.
- La Donna del lago, Rossini (2008, CD) en el papel de Uberto/Giacomo V.

Con Sonia Ganassi, Maksim Mirónov,  Marianna Pizzolato,  Ferdinand von Bothmer,  Olga Peretyatko, Wojciech Adalbert Gierlach,  Stefan Cifolelli; director Alberto Zedda; Naxos.
- La italiana en Argel, Rossini (2006, DVD y CD)  en el papel de Lindoro.

Con Christianne Stotijn, Maksim Mirónov, Marco Vinco, Giorgio Caoduro, director Riccardo Frizza; Bel Air Classiques.
- La Cenicienta, Rossini, (Glyndebourne, 2005 DVD) en el papel de Don Ramiro.

Con Raquela Sheeran, Lucia Cirillo, Ruxandra Donose, Nathan Berg, director Vladímir Yúrovski;  Opus Arte.
- Maometto II, Rossini (2005, DVD) en el papel de Erisso.

Con Lorenzo Regazzo, Carmen Giannatasio, Maksim Mirónov, Annarita Gemmabella; Orquesta del Teatro La Fenice, director Claudio Scimone; Dynamic.
- Pierre le Grand, Gretry (2003, DVD) en el papel protagonista.

Maksim Mirónov, Yelena Voznessenskaya, Nikolai Galin, Coro y Orquesta de Helikon Opera; director Serguéi Stadler; Arthaus.

## Repertorio selecto
Maksim Mirónov ha protagonizado diversos roles en sus interpretaciones operísiticas, entre las que cabe destacar:
- Conde Almaviva en El barbero de Sevilla (Gioachino Rossini)
- Príncipe Ramiro en La Cenicienta (Gioachino Rossini)
- Lindoro en La italiana en Argel (Gioachino Rossini)
- Conde Libenskoff en El viaje a Reims (Gioachino Rossini)
- Narciso en El turco en Italia (Gioachino Rossini)
- Conde Ory en El Conde Ory (Gioachino Rossini)
- Rodrigo en Otelo (Gioachino Rossini)
- Ricciardo en Ricciardo e Zoraide (Gioachino Rossini)
- Dorvil en La escala de seda (Gioachino Rossini)
- Alberto en La gazzetta (Gioachino Rossini)
- Tenor en Stabat Mater (Gioachino Rossini)
- Fenton en Falstaff (Giuseppe Verdi)
- Castor en Cástor y Póllux (Jean-Philippe Rameau)
- Orfeo en Orfeo y Eurídice (Gluck)
- Chapelou en Le postillon de Lonjumeau (Adolphe Adam)
- Tebaldo en Capuletos y Montescos (Vincenzo Bellini)
- Arturo en Los puritanos de Escocia (Vincenzo Bellini)
- Elvino en La sonámbula (Vincenzo Bellini)
- Nemorino en El elixir del amor (Gaetano Donizetti)
- Edgardo en Lucía de Lammermoor (Gaetano Donizetti)
- Leicester en Maria Estuardo (Gaetano Donizetti)
- Ernesto en Don Pasquale (Gaetano Donizetti)
- Tonio en La hija del regimiento (Gaetano Donizetti)
- Roberto Devereux en Roberto Devereux (Gaetano Donizetti)
- Don Ottavio en Don Giovanni (Mozart)
- Ferrando en Così fan tutte (Mozart)
- Belmonte en El rapto en el serrallo (Mozart)
- Marzio en Mitrídates, rey de Ponto  (Mozart)